# 東小金井站
東小金井站（日语：／ Higashi-koganei eki */?）是位於日本東京都小金井市梶野町五丁目，屬於東日本旅客鐵道（JR東日本）中央本線的鐵路車站。車站編號是JC 14。
包括此站的路段在運行系統上視為「中央線」。運行形態的詳細資料參見該條目。

## 車站構造
下行方向是側式月台1面1線，上行方向是島式月台1面2線，合共2面3線的高架車站。
地面時代設有跨站式站房，對向式月台2面2線。此站曾經出現新設西側閘口的請願，但至高架化後仍未實現。

### 月台配置
| 月台 | 路線   | 方向 | 目的地                 | 備註                |
| ---- | ------ | ---- | ---------------------- | ------------------- |
| 1、2 | 中央線 | 上行 | 三鷹、新宿、東京方向   | 2號月台只限部分列車 |
| 3    | 中央線 | 下行 | 立川、八王子、高尾方向 |                     |

（來源：JR東日本:車站構內圖 （页面存档备份，存于））
在2006年進行高架化工程前，本站是一個地面車站，月台採對向式2面2線設計，站房則是跨站式站房。首先進行高架化工程的下行線於2007年7月1日完成，翌日啟用高架月台和新南口。在完成工程前，在本站乘車須按列車方向使用不同的出入口，下行線（往高尾方向）須使用南口，上行線（往東京方向）須使用北口。

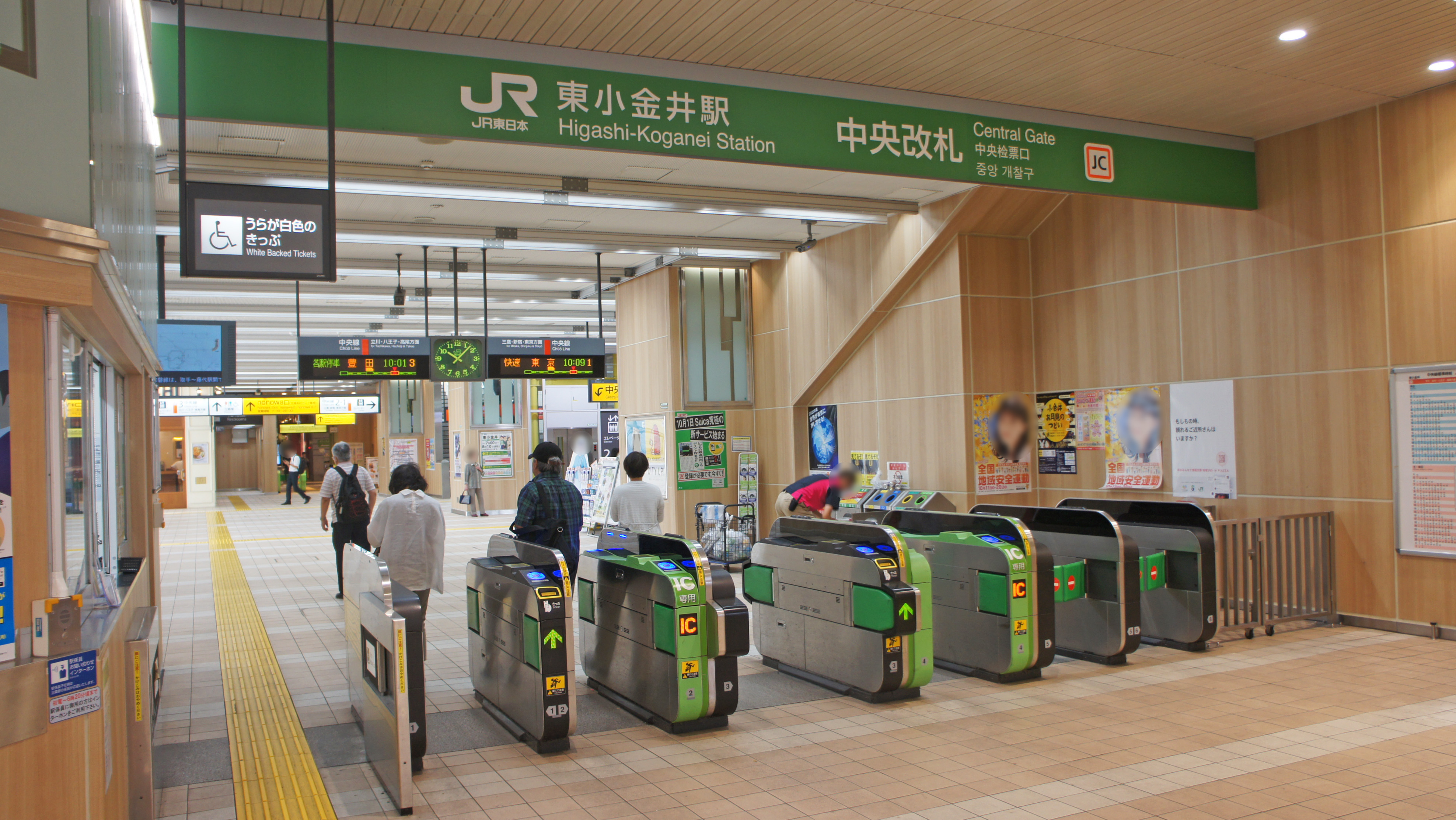
中央閘口（2019年9月）
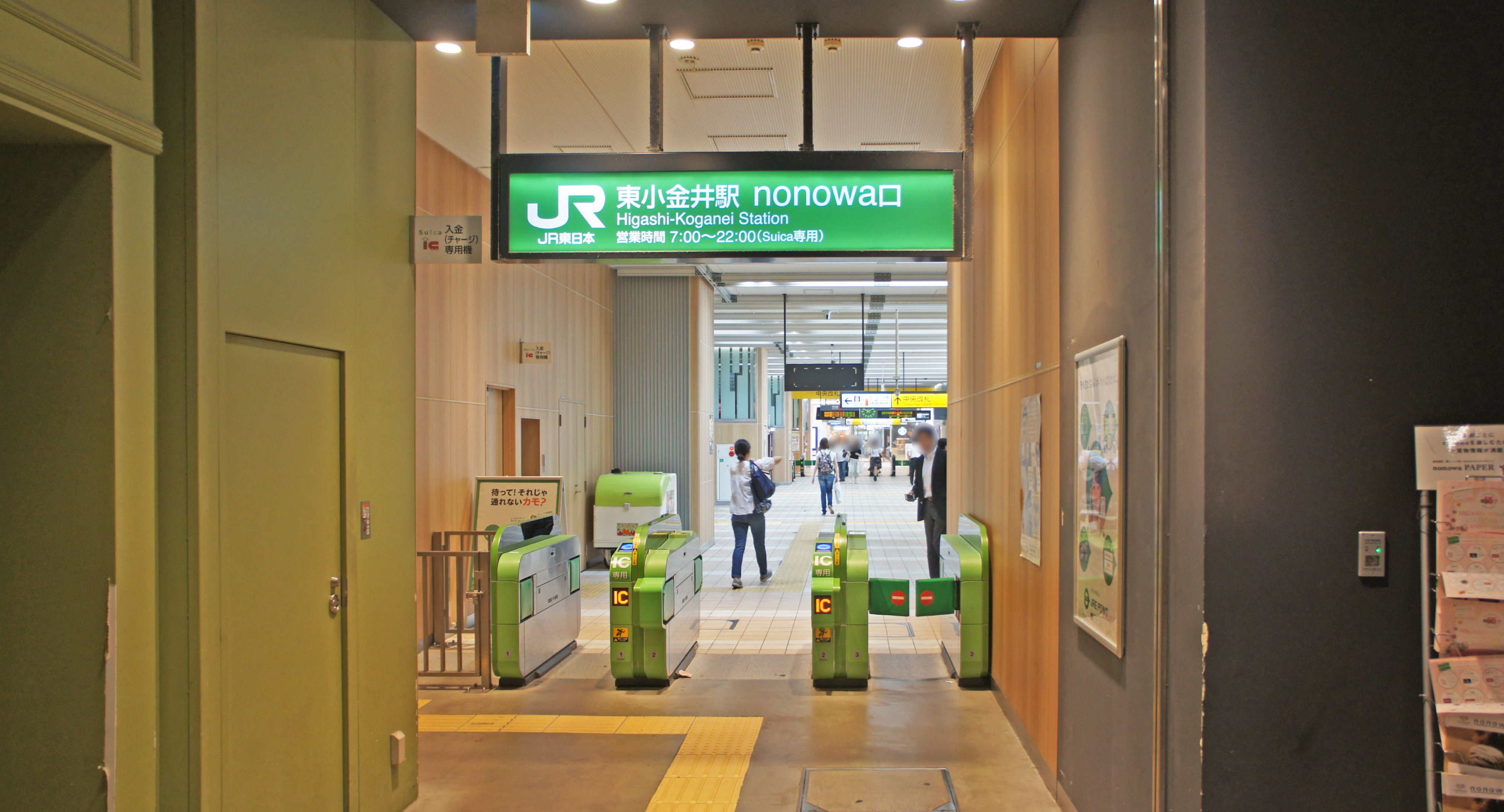
nonowa口閘口（2019年9月）
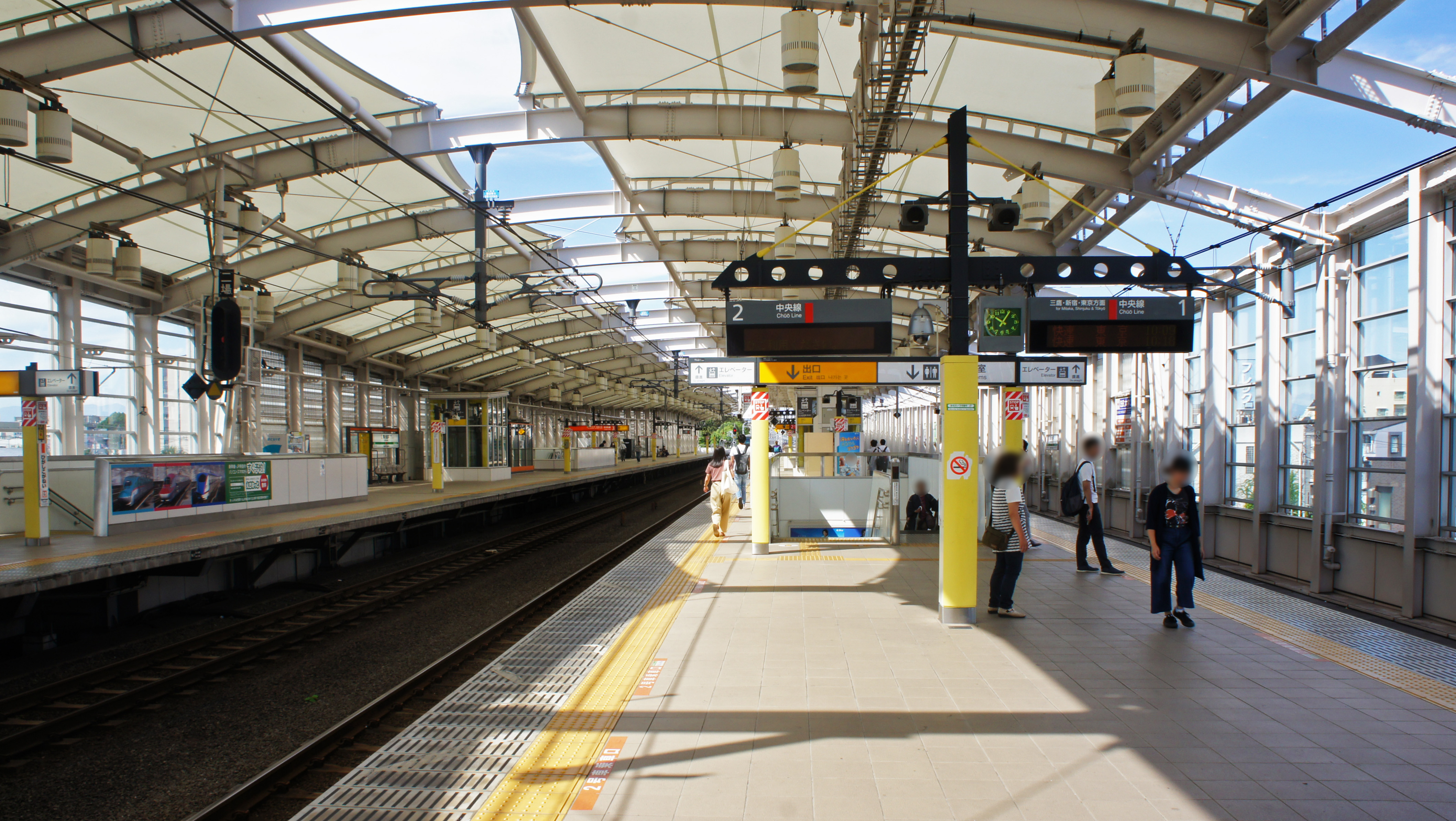
月台（2019年9月）

## 使用情況
2019年（令和元年）度的1日平均上車人次為31,758人。
近年的推移如下表。
| 年度               | 1日平均 上車人次 | 來源     |
| ------------------ | ---------------- | -------- |
| 1990年（平成02年） | 21,953           | [ * 1 ]  |
| 1991年（平成03年） | 22,680           | [ * 2 ]  |
| 1992年（平成04年） | 24,682           | [ * 3 ]  |
| 1993年（平成05年） | 25,016           | [ * 4 ]  |
| 1994年（平成06年） | 24,748           | [ * 5 ]  |
| 1995年（平成07年） | 24,839           | [ * 6 ]  |
| 1996年（平成08年） | 25,411           | [ * 7 ]  |
| 1997年（平成09年） | 25,278           | [ * 8 ]  |
| 1998年（平成10年） | 25,318           | [ * 9 ]  |
| 1999年（平成11年） | 25,932           | [ * 10 ] |
| 2000年（平成12年） | 26,710           | [ * 11 ] |
| 2001年（平成13年） | 26,962           | [ * 12 ] |
| 2002年（平成14年） | 27,323           | [ * 13 ] |
| 2003年（平成15年） | 27,807           | [ * 14 ] |
| 2004年（平成16年） | 27,934           | [ * 15 ] |
| 2005年（平成17年） | 28,130           | [ * 16 ] |
| 2006年（平成18年） | 28,108           | [ * 17 ] |
| 2007年（平成19年） | 28,676           | [ * 18 ] |
| 2008年（平成20年） | 28,337           | [ * 19 ] |
| 2009年（平成21年） | 27,893           | [ * 20 ] |
| 2010年（平成22年） | 27,821           | [ * 21 ] |
| 2011年（平成23年） | 27,535           | [ * 22 ] |
| 2012年（平成24年） | 27,974           | [ * 23 ] |
| 2013年（平成25年） | 28,908           | [ * 24 ] |
| 2014年（平成26年） | 29,088           | [ * 25 ] |
| 2015年（平成27年） | 30,039           | [ * 26 ] |
| 2016年（平成28年） | 30,502           | [ * 27 ] |
| 2017年（平成29年） | 31,093           | [ * 28 ] |
| 2018年（平成30年） | 31,553           | [ * 29 ] |
| 2019年（令和元年） | 31,758           |          |

## 歷史
- 1964年（昭和39年）9月10日－本站開業。
- 1965年（昭和40年）4月5日－本站開辦貨運服務。
- 1984年（昭和59年）2月1日－停辦貨運服務。
- 1987年（昭和62年）4月1日－國鐵分割民營化，本站由JR東日本接手管理。
- 2001年（平成13年）11月18日－智能卡系統Suica正式投入服務。
- 2006年（平成18年）3月13日－本站開始高架化，南口停用。
- 2007年（平成19年）7月2日－下行線高架化完成，新南口啟用。

## 相鄰車站
東日本旅客鐵道
 中央線
■通勤特快、■中央特快、■青梅特快、■通勤快速
通過
■快速（下行視作「各站停車」）
武藏境（JC 13）－東小金井（JC 14）－武藏小金井（JC 15）

### 使用情況
1. ↑  東京都統計年鑑 （页面存档备份，存于） - 東京都
2. ↑  市勢統計書「こがねいのとうけい」 （页面存档备份，存于） - 小金井市

JR東日本2000年度以後的上車人次
1. ↑  .   [2017-12-08]. （原始内容存档于2007-10-28）.
2. ↑  .   [2017-12-08]. （原始内容存档于2019-03-22）.
3. ↑  .   [2017-12-08]. （原始内容存档于2019-03-22）.
4. ↑  .   [2017-12-08]. （原始内容存档于2019-03-22）.
5. ↑  .   [2017-12-08]. （原始内容存档于2019-03-22）.
6. ↑  .   [2017-12-08]. （原始内容存档于2006-06-16）.
7. ↑  .   [2017-12-08]. （原始内容存档于2019-03-22）.
8. ↑  .   [2017-12-08]. （原始内容存档于2019-03-22）.
9. ↑  .   [2017-12-08]. （原始内容存档于2014-10-06）.
10. ↑  .   [2017-12-08]. （原始内容存档于2019-03-22）.
11. ↑  .   [2011-07-07]. （原始内容存档于2011-07-10）.
12. ↑  .   [2012-07-08]. （原始内容存档于2018-07-07）.
13. ↑  .   [2013-07-07]. （原始内容存档于2019-03-24）.
14. ↑  .   [2014-09-20]. （原始内容存档于2019-03-24）.
15. ↑  .   [2017-12-08]. （原始内容存档于2019-03-24）.
16. ↑  .   [2017-12-08]. （原始内容存档于2019-03-23）.
17. ↑  各駅の乗車人員（2016年度） （页面存档备份，存于） - JR東日本
18. ↑  各駅の乗車人員（2017年度） （页面存档备份，存于） - JR東日本
19. ↑  各駅の乗車人員（2018年度） （页面存档备份，存于） - JR東日本
20. ↑  各駅の乗車人員（2019年度） （页面存档备份，存于） - JR東日本

東京都統計年鑑
1. ↑  .   [2020-07-29]. （原始内容存档于2016-03-05）.
2. ↑  .   [2020-07-29]. （原始内容存档于2016-03-05）.
3. ↑  .   [2017-12-08]. （原始内容存档于2013-08-15）.
4. ↑  .   [2017-12-08]. （原始内容存档于2013-02-03）.
5. ↑  .   [2017-12-08]. （原始内容存档于2013-02-03）.
6. ↑  .   [2017-12-08]. （原始内容存档于2013-02-03）.
7. ↑  .   [2017-12-08]. （原始内容存档于2013-02-03）.
8. ↑  .   [2017-12-08]. （原始内容存档于2016-03-04）.
9. ↑  東京都統計年鑑（平成10年）PDF
10. ↑  東京都統計年鑑（平成11年）PDF
11. ↑  .   [2017-12-08]. （原始内容存档于2016-03-04）.
12. ↑  .   [2017-12-08]. （原始内容存档于2016-03-04）.
13. ↑  東京都統計年鑑（平成14年）[永久][]
14. ↑  東京都統計年鑑（平成15年）[永久][]
15. ↑  東京都統計年鑑（平成16年）[永久][]
16. ↑  東京都統計年鑑（平成17年）[永久][]
17. ↑  東京都統計年鑑（平成18年）[永久][]
18. ↑  東京都統計年鑑（平成19年）[永久][]
19. ↑  東京都統計年鑑（平成20年）[永久][]
20. ↑  .   [2017-12-08]. （原始内容存档于2016-03-26）.
21. ↑  .   [2017-12-08]. （原始内容存档于2016-03-27）.
22. ↑  .   [2017-12-08]. （原始内容存档于2016-03-25）.
23. ↑  .   [2017-12-08]. （原始内容存档于2016-03-27）.
24. ↑  .   [2017-12-08]. （原始内容存档于2016-03-22）.
25. ↑  .   [2017-12-08]. （原始内容存档于2017-07-30）.
26. ↑  .   [2017-12-08]. （原始内容存档于2018-11-09）.
27. ↑  .   [2020-07-29]. （原始内容存档于2019-05-02）.
28. ↑  .   [2020-07-29]. （原始内容存档于2019-12-03）.
29. ↑  .   [2020-07-29]. （原始内容存档于2020-08-04）.

## 外部連結
- 車站資訊（東小金井）：東日本旅客鐵道

35°42′6.29″N 139°31′29.4″E / 35.7017472°N 139.524833°E